# درخت کاج (قصه)
درخت کاج (به دانمارکی: Grantræet) یک افسانه ادبی است که توسط نویسندهٔ دانمارکی هانس کریستیان آندرسن در سال ۱۸۴۴ نوشته شده‌است. این داستان دربارهٔ درختی جوان از نوع کاج است که آن‌قدر مشتاق رشد و رسیدن به آینده‌ای بزرگ‌تر است که نمی‌تواند از لحظهٔ اکنون خود لذت ببرد. این قصه نخستین بار در ۲۱ دسامبر ۱۸۴۴، همراه با ملکه برفی در مجموعه «داستان های پریان جدید» در کپنهاگ دانمارک منتشر شد.
برخی پژوهشگران، از جمله «جکی وولشلاگر»، این داستان را نخستین قصهٔ اندرسن می‌دانند که روحی عمیقاً بدبینانه در آن حضور دارد.

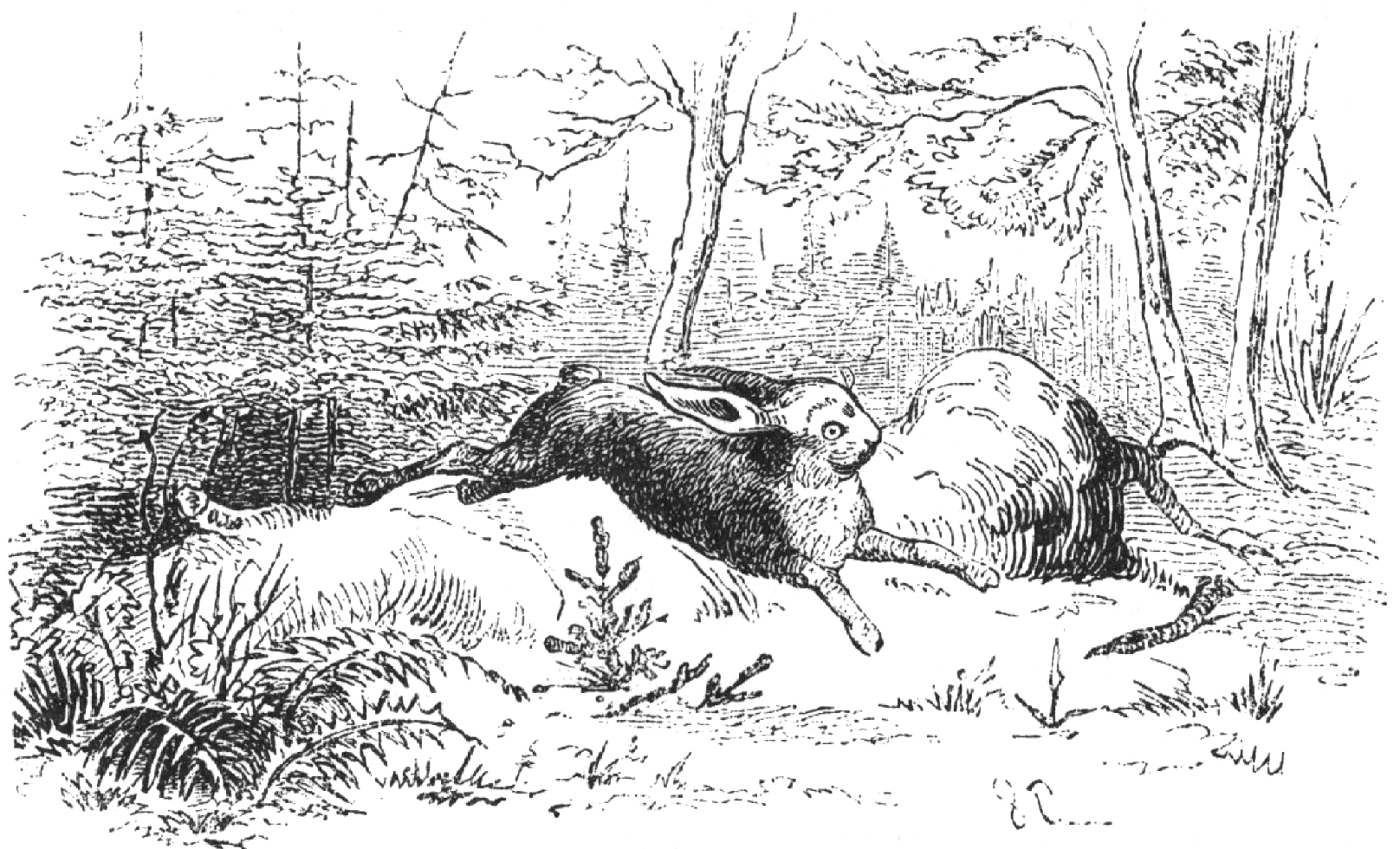
درخت کریسمس، تصویرگری توسط ویلهلم پدرسن در یکی از اولین نسخه های کتاب اندرسن.

## خلاصه داستان
درخت کوچکی در دل جنگل رشد می‌کند. او به جای لذت بردن از زندگی‌اش، حسرت درختان بلندتر اطرافش را می‌خورد و منتظر است که روزی قد بکشد تا به چیزهای بزرگ‌تری در زندگی برسد. پرندگان به او می‌گویند که بعضی درختان قطع می‌شوند و به دکل کشتی تبدیل می‌گردند، و برخی دیگر به عنوان درخت کریسمس به خانه‌ها برده می‌شوند. کاج کوچک رؤیاپردازی می‌کند و زندگی‌اش را به امید آینده‌ای بزرگ‌تر هدر می‌دهد.
سرانجام در زمستان، درخت جوان قطع می‌شود و به خانه‌ای منتقل می‌شود. در شب کریسمس، با شمع و تزئینات و خوراکی‌ها آراسته می‌شود. کودکان گرد او جمع می‌شوند، و بزرگ‌ترها برایشان داستان می‌گویند. این شب، شکوه‌مندترین لحظهٔ زندگی درخت است، اما به‌سرعت سپری می‌شود.
روز بعد، تزئینات برداشته می‌شوند و درخت به انباری تاریک منتقل می‌شود. او در تاریکی با موش‌ها گفت‌وگو می‌کند و داستان کریسمس و روزهای جوانی‌اش در جنگل را برایشان بازگو می‌کند. او کم‌کم درمی‌یابد که همان روزهای زندگی ساده و طبیعی در جنگل، بهترین دورانش بوده‌اند.
در نهایت، بهار فرا می‌رسد و درخت به حیاط آورده می‌شود. اما دیگر دیر شده است؛ او پژمرده و قهوه‌ای شده و سوزن‌هایش می‌ریزند. سپس تکه‌تکه می‌شود و به آتش کشیده می‌شود. هنگام سوختن، حسرت زندگی گذشته را می‌خورد و واژه‌های آخرش چنین است: «تمام شد، تمام شد! کاش زمانی که می‌توانستم، شاد می‌بودم!»

## تحلیل داستان
درخت کاج نماد انسانی است که همواره در آرزوی آینده‌ای بهتر، لحظهٔ حال را از دست می‌دهد. او نه از کودکی، نه از شکوه یک شب کریسمس، و نه حتی از آرامش انبار تاریک لذت می‌برد. تنها در واپسین لحظات عمرش است که درمی‌یابد زیبایی واقعی زندگی، در همان لحظه‌هایی بود که او قدر ندانست.
داستان با ساختاری سه‌مرحله‌ای—زندگی در جنگل، تجربهٔ کریسمس، و انزوا و مرگ—پیش می‌رود و مخاطب را به تأمل دربارهٔ معنای شادی، قدرشناسی، و ناپایداری زندگی وا می‌دارد.

## اقتباس‌ها
- در سال ۱۹۷۹، فیلمی ۲۸ دقیقه‌ای با اقتباس از این داستان در تورنتو، کانادا، تولید شد. این فیلم نخستین اثر کوین سالیوان بود که بعدها سازندهٔ سریال آن شرلی شد.
- در سال ۲۰۱۱، فیلمی دانمارکی از این داستان ساخته شد که پایانی متفاوت دارد: یکی از دانه‌های درخت از آتش می‌گریزد و به جنگل بازمی‌گردد، تا زندگی از نو آغاز شود.
- در سال ۲۰۱۴، نسخه‌ای کوتاه و دانمارکی‌زبان توسط «جنان سیرنیواسان» و «لی جاوتون» ساخته شد که در آن درخت خودش روایتگر ماجراهاست.
- چارلز شولز، خالق کمیک «پیناتز»، از عناصر این داستان در کریسمس چارلی براون الهام گرفت.